# Bắc Kạn (Stadt)
Bắc Kạn ist die Hauptstadt der Provinz Bắc Kạn in Vietnam. Sie befindet sich im Zentralen Hochland nahe der Grenze zu Laos und Kambodscha. Die Provinzstadt Bắc Kạn hatte 2019 eine Einwohnerzahl von 45.036. In der eigentlichen Stadt leben davon 38.510. Die Stadt verfügt seit 2015 über das Stadtrecht und besitzt den Status einer Provinzstadt der 3. Klasse.

## Geschichte
Bắc Kạn wurde 1880 als Fort für Truppen der Nguyễn-Dynastie während des Aufstands von Li Yung Choï (vietnamesisch: Lý Dương Tài) im Jahr 1878 gegründet, der mit den Armee der Schwarzen Flaggen zusammenfiel. Nach Lis Gefangennahme und Enthauptung wurden die Überreste seiner Gruppe unter Liu Zhiping (vietnamesisch: Lục Chi Bình) reformiert und griffen 1881 mit 5000 Männern das von 300 annamitischen Soldaten verteidigte Fort an.
Die Stadt Bắc Kạn war eines der frühen Hauptquartiere der Việt Minh im Krieg gegen die Franzosen. Jean-Étienne Valluy wollte das Gebiet umzingeln und die Stadt zwischen dem 7. Oktober und dem 22. Dezember 1947 in der Operation Léa erobern. Sowohl Hồ Chí Minh als auch Võ Nguyên Giáp entkamen nur, indem sie sich in getarnten Löchern in der Nähe versteckten. Es war auch ein Kampfgebiet zwischen den Kommunisten und den Streitkräften von Việt Nam Quốc Dân Đảng.

## Bilder

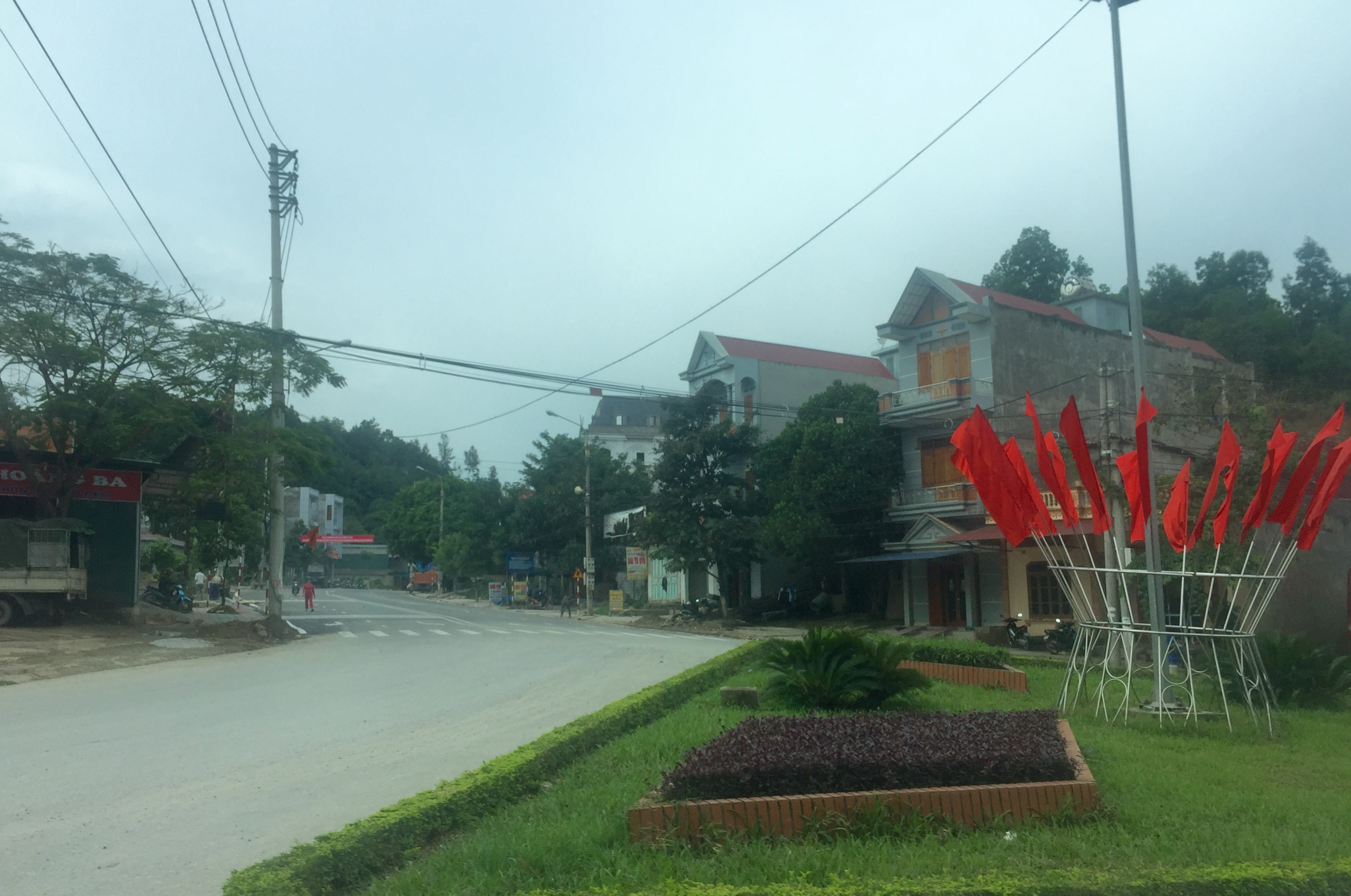